# Ramulus jigongshanense
Ramulus jigongshanense är en insektsart som först beskrevs av Chen, S.C. och Y. Li 1999.  Ramulus jigongshanense ingår i släktet Ramulus och familjen Phasmatidae. Inga underarter finns listade i Catalogue of Life.